# Vrtbovská zahrada
Vrtbovská zahrada je barokní terasovitá zahrada italského typu v Praze na Malé Straně. Vstupuje se do ní přes průjezd Vrtbovského paláce z Karmelitské ulice. Zahrada se zdvihá vzhůru od nádvoří paláce směrem na jihozápad a v několika úrovních se zařezává do svahu Petřína. Na jihu přiléhá k parcele číslo 390, která je v katastru nemovitostí vedena jako zahrada, a k parcele číslo 388; na západě k Schönbornské zahradě a na severozápadě k Vratislavské zahradě a stejnojmennému paláci.
Nese jméno po svém zakladateli, majiteli zdejšího paláce a vinic Janu Josefu z Vrtby, který ji nechal vystavět na počátku 18. století podle návrhu českého barokního architekta Františka Maxmiliana Kaňky. Sochařská výzdoba zahrady je dílem Matyáše Bernarda Brauna, fresky Venuše pochází od Václava Vavřince Rainera. Vrtbovská zahrada je označována za jednu z nejkrásnějších v Praze.

## Název

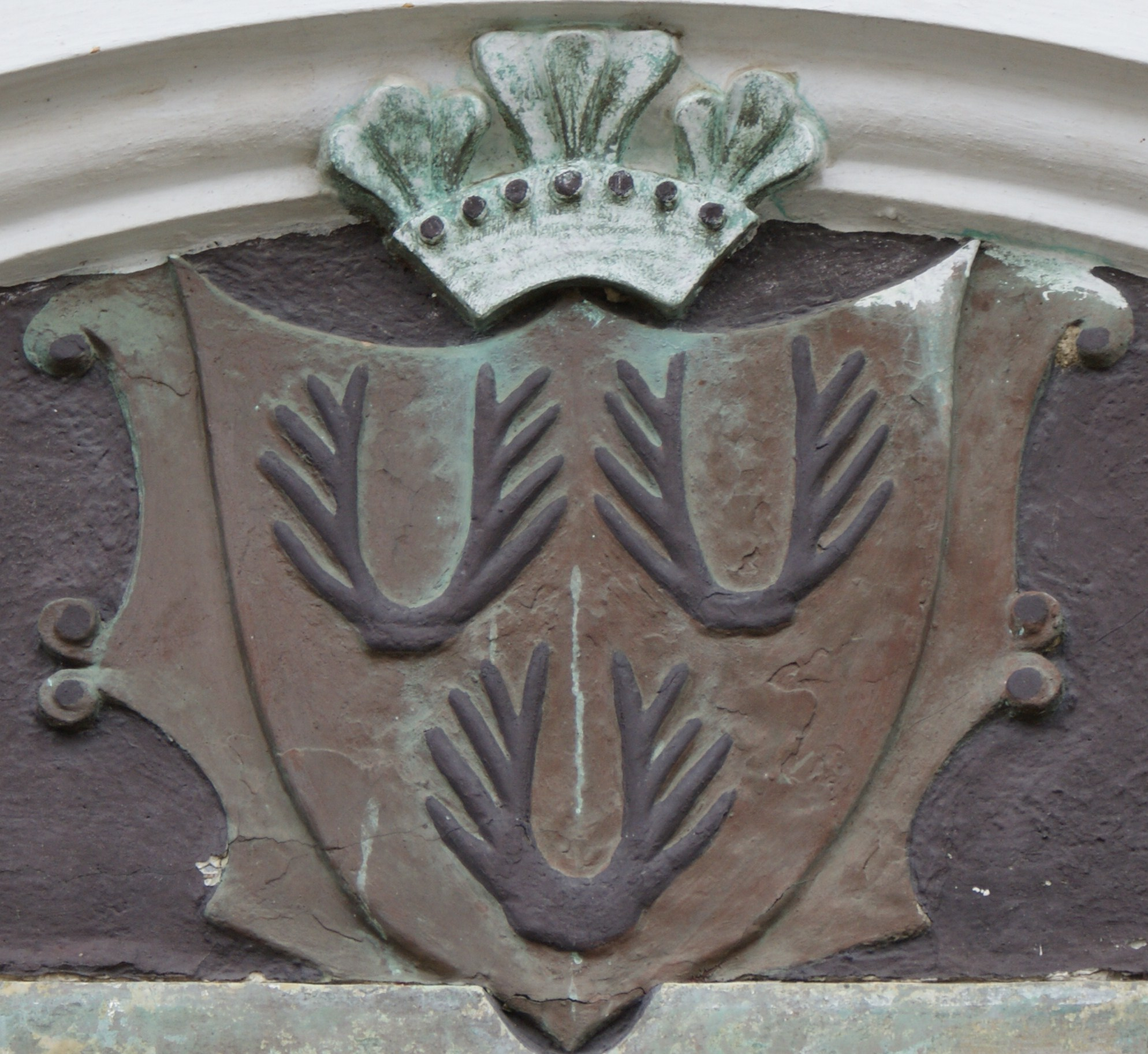
Troje jelení parohy, erb pánů z Vrtby

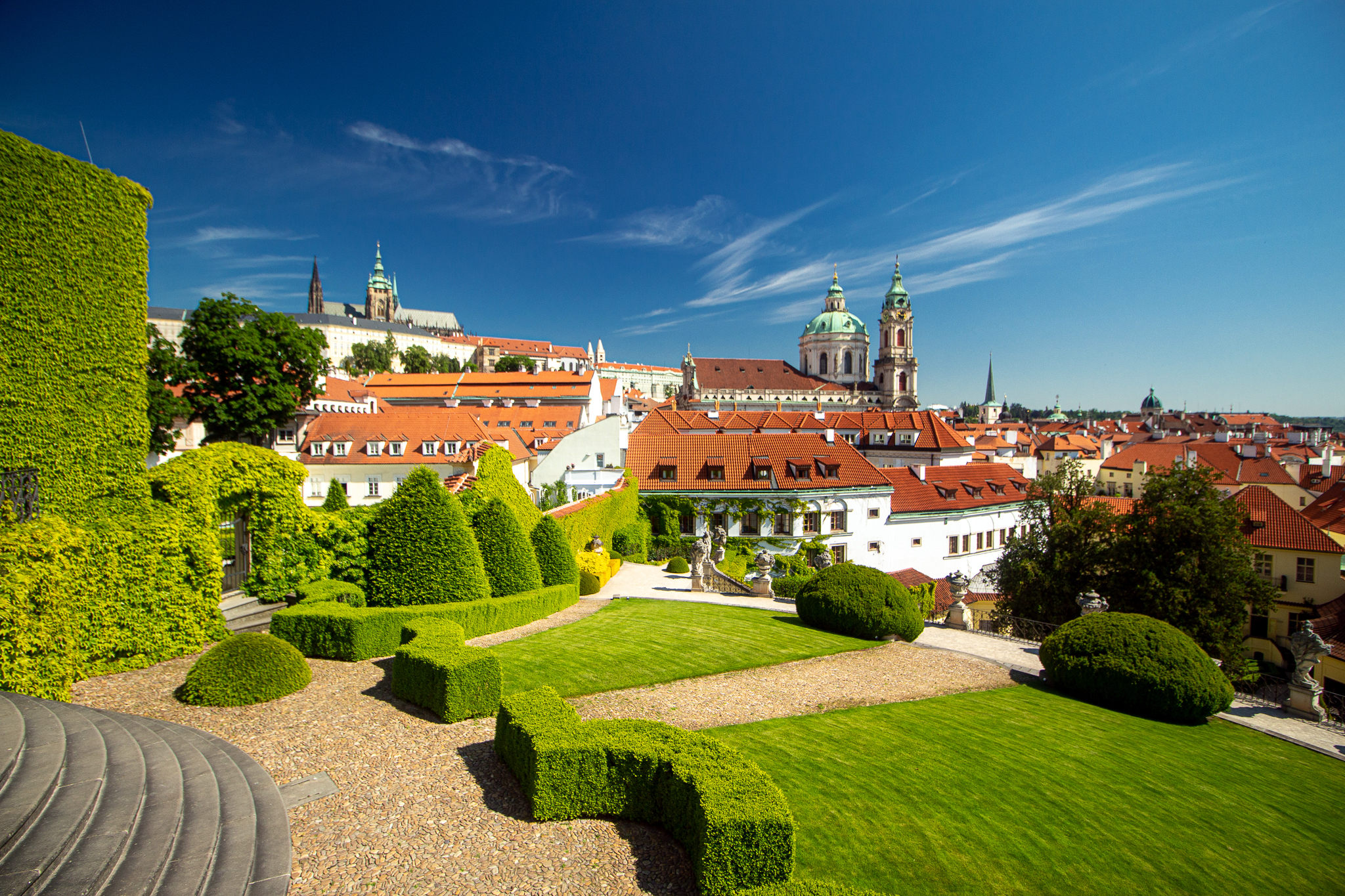
Vrtbovská zahrada s výhledem na Pražský hrad a kostel sv. Mikuláše

Vrtbovská zahrada byla pojmenována po Vrtbovském paláci ke kterému příslušela, respektive po hrabatech z Vrtby. Vrtbovský palác vznikl přestavbou tří domů po roce 1631 za královského hofmistra hraběte Sezimy Jana z Vrtby, který je postupně skoupil. Zahrada pak byla založena na místě renesanční vinice jeho vnukem Janem Josefem z Vrtby kolem roku 1720.

## Historie

### Vznik zahrady

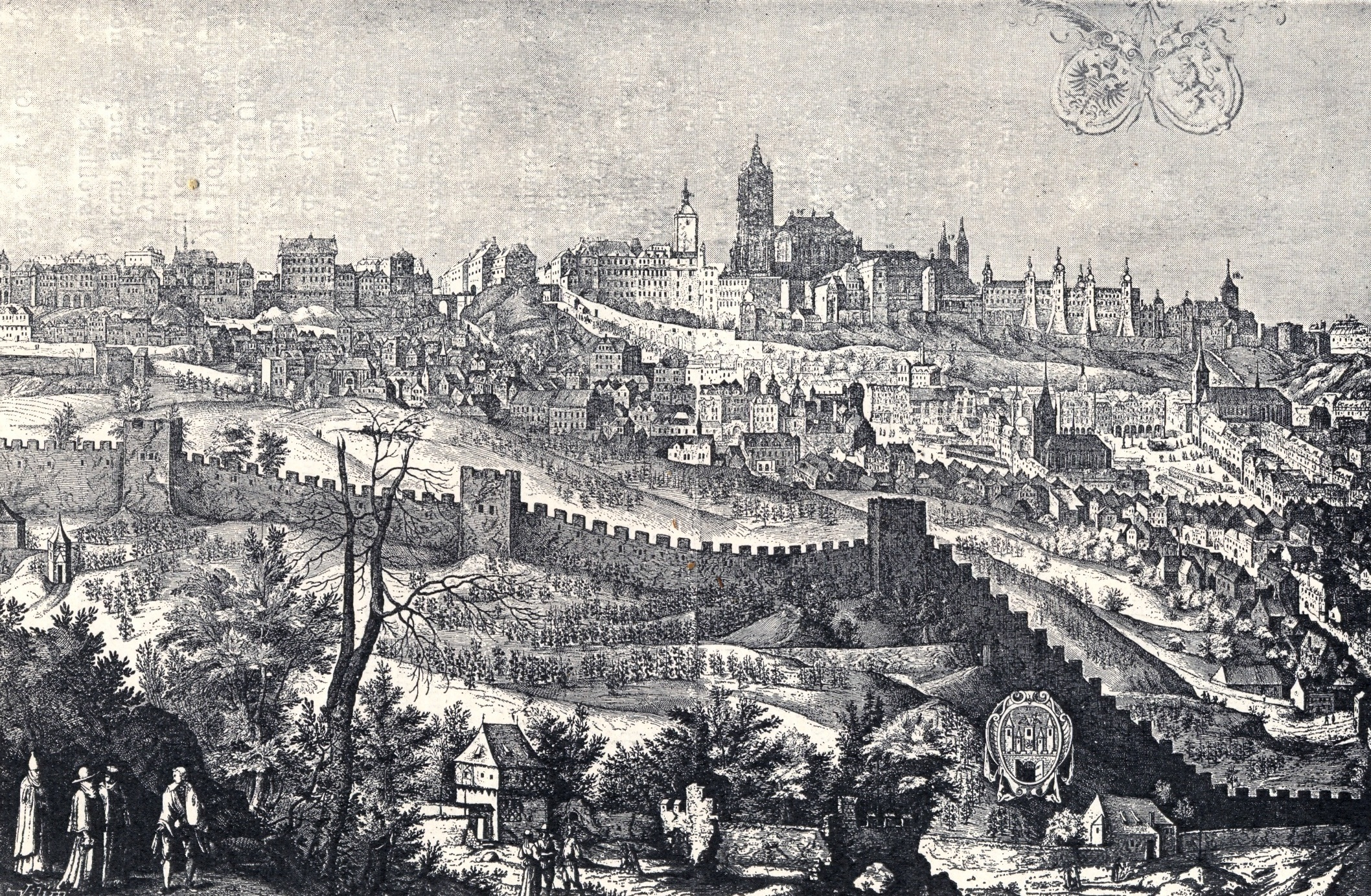
V popředí vinice rozkládající se kolem hradeb Menšího Města pražského ještě na počátku 17. století

Původně se dům čp. 373 skládal ze tří, z nichž jeden z jižních vystavěl ke své potřebě v roce 1591 italský stavitel Ulrico Aostalli de Sala (někdy počeštěně Oldřich Avastalis de Sal(l)a). Tento dům koupil v roce 1620 hudební skladatel Kryštof Harant z Polžic a Bezdružic, zřejmě již sloučený s vedlejším domem. Když byl Kryštof Harant při popravě sedmadvaceti českých pánů na Staroměstském náměstí v roce 1621 sťat, byl dům zkonfiskován a o rok později, v roce 1622, jej zakoupil hrabě Sezima Jan z Vrtby, který v roce 1631 přikoupil sousední severní dům ze 16. století, sloučil je a přestavěl do dnešní pozdně renesanční podoby. Později, za jeho vnuka, hraběte Jana Josefa z Vrtby, vznikla na místě vinice kolem roku 1720 barokní zahrada spojená s další přestavbou paláce Františkem Maxmiliánem Kaňkou. Sochy pochází z dílny Matyáše Brauna z let 1720–1725.
Jan Josef z Vrtby jako nejvyšší purkrabí Pražského hradu měl dostatek prostředků, aby zaplatil nejvýznamnější umělce té doby, kteří pro něj vytvořili jednu z nejkrásnějších zahrad Prahy – jak je dnes Vrtbovská zahrada titulována.
V té době bylo zakládání barokních zahrad na levém břehu Vltavy celkem běžné. Začalo to výstavbou ohromné Zahrady valdštejnské v letech 1627–1630 a pokračovalo pásem zahrad zaříznutých do úpatí Petřína (Přehořovská zahrada [1703], dnes Lobkovická; Colloredovská zahrada [1715–1718], dnes Schönbornská zahrada) a pod Pražský hrad (zahrady Ledeburská, Pálffyovská, Fürstenberská a další). Většina barokních zahrad na levém úpatí Petřína vznikala na již starších renesančních zahradách a vinicích, které v době nástupu renesance nahradily zahrady a vinice gotické. Ne jinak tomu bylo i v případě Vrtbovské zahrady, kudy navíc vedla dnes již zaniklá cesta z dnešní Karmelitské ulice.

### Historické proměny
Zahrada tedy vznikla z popudu Jana Josefa z Vrtby v první polovině 18. století v italském barokním slohu ovlivněném českými prvky (nápadité řešení malého prostoru s postupným rozvojem jeho hmoty) v podání architekta Františka Maxmiliana Kaňky, malíře Václava Vavřince Reinera a sochaře Matyáše Brauna. Vrtbové drželi palác s přilehlou zahradou až do roku 1799, kdy ho koupil císařský rada Jan Mayer. V této době došlo k přestavbě paláce podle plánů dvorního stavitele Josefa Zobela, zahrady se však rekonstrukce nedotkla. Od roku 1807 byl v držení lazaretu na Karlově.

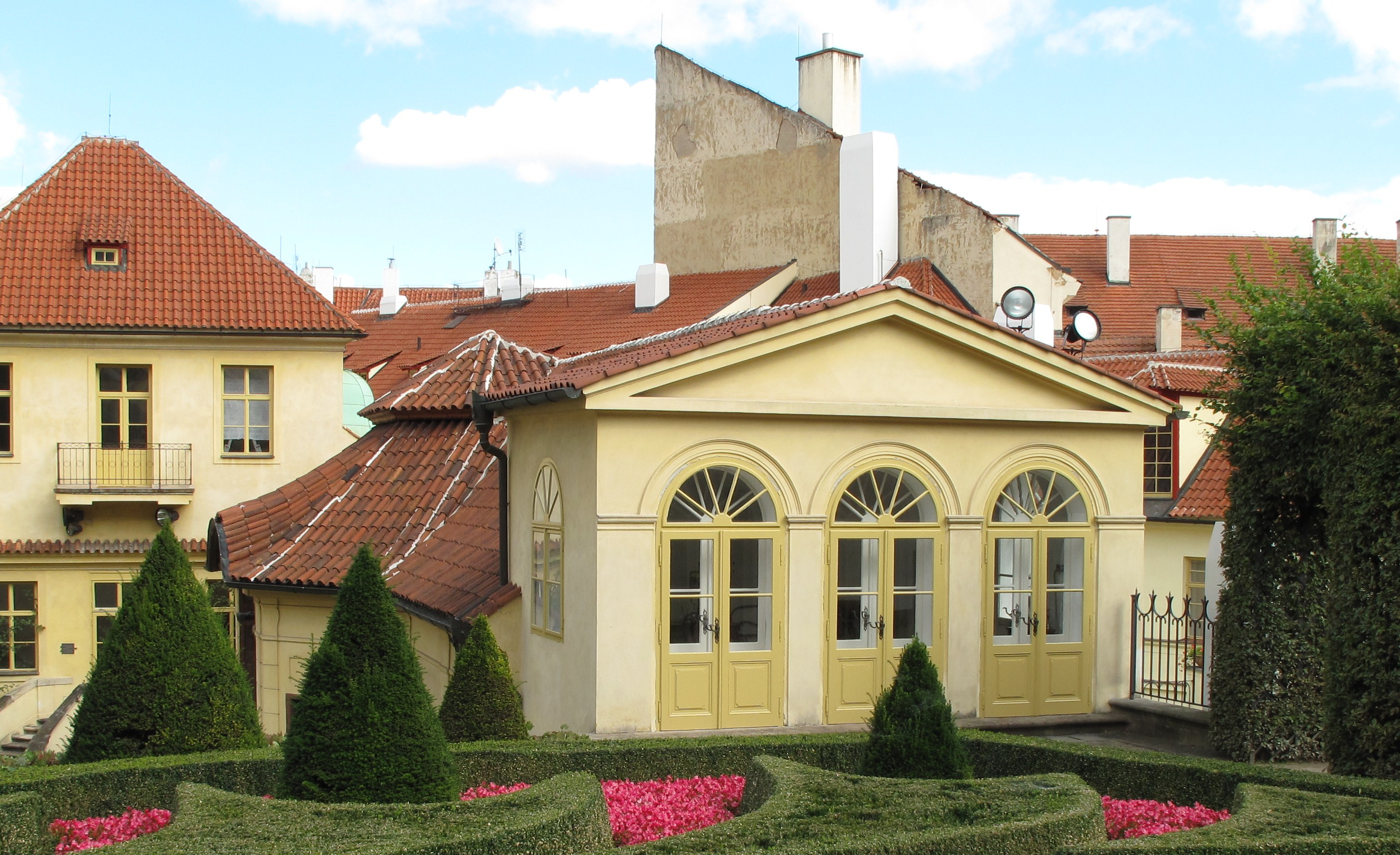
Empírový domek na konci saly terreny byl přistavěn kolem roku 1845 při klasicistní přestavbě paláce. V letech 1886–1889 zde bydlel a působil malíř Mikoláš Aleš

Kolem roku 1845 byl celý palác s barokní zahradou upraven ve stylu klasicismu a na předělu mezi spodním a středním patrem vznikly empírové přístavky. Tehdy původní barokní charakter zahrady zanikl a byl vyměněn i rostlinný pokryv. V průběhu přestavby pravděpodobně vznikla i malá vyhlídka na střeše v nejvyšším místě zahrady. V jednom z těchto přístavků v letech 1886–1889 bydlel a působil malíř Mikoláš Aleš.
Ve druhé polovině 20. století byla zahrada méně udržována, k první větší rekonstrukci došlo v 50. letech a ke druhé v roce 1987. V roce 1958 byl palác se zahradou zapsán na seznam kulturních památek.
V letech 1990–1998 prošla zahrada rekonstrukcí podle projektu architekta Ivana Březiny a zahradního architekta Václava Weinfurtera. Přihlíželo se i k průzkumu Mileny Nečáskové z roku 1987, který mimo dávno zaniklé malby na teatronu odhalil i zaniklé fresky na opěrné zdi mezi druhou a třetí úrovní. Nejprve došlo ke statickému zajištění zdí a saly terreny a později k celkové rekonstrukci zahrady kompletní výměnou rostlinstva a snížením druhotně navýšeného terénu. Byly též vyhotoveny kopie Braunových soch z balustrády včetně sochy Atlanta ze vstupní brány a originály uloženy do lapidária Národního muzea. Obnovena byla i schodiště, fasády, rozvody a drobné dekorace.
Dne 3. června 1998 byla zahrada otevřena pro veřejnost. Vlastníkem zahrady je hlavní město Praha. Od roku 1999 je zahrada zpřístupňována prostřednictvím správcovské firmy Casus Direct mail a.s. Od roku 2000 se zde nachází galerie, kde se konají výstavy; v samotné zahradě jsou pořádány různé společenské akce jako svatby apod. Zahrada je přístupná v otevíracích hodinách pouze v letní sezóně. Vstup do zahrady je placený.
V roce 2019 mezinárodní porota pro Garden Award nominovala Vrtbovskou zahradu mezi tři finalisty v kategorii “Rekonstrukce, vylepšení či rozvoj historického parku či zahrady”. Ostatními finalisty byly: Les Jardins d’Étretat (Francie) a Chatsworth (Velká Británie). Předchozími oceněnými se stali například Peterhof (Rusko), Herrenhäuser Gärten v Německu, Hestercombe Gardens, Kew Gardens a Broughton Grange (Velká Británie). 5. září 2019 proběhlo slavnostní předávání cen, které se konalo ve Schloss Dyck poblíž města Düsseldorf v Německu. Vrtbovská zahrada skončila jako 2. nejkrásnější zahrada v Evropě pro roky 2019/2020.

## Popis
Vrtbovská zahrada je rozdělena do tří výškově oddělených teras v nadmořských výškách 197–212 m. Nachází se ve svahu na prostorově komplikované ploše o plošné výměře 0,31 ha. Tvar připomínající šipku je však na jihu vykrojen Schönbornskou zahradou a na severovýchodě domem čp. 372 z ulice Tržiště. Ani samotná orientace Vrtbovského paláce není vůči zahradě ideální – průčelí paláce vůči zahradě netvoří pohledový závěr. Kompozičně je zahrada zasazena do dvou os. Jedna se nachází v první úrovni. Tvoří ji sala terrena, jejímž identickým odrazem je na protilehlé straně voliéra s ptactvem. Obě křídla jsou souměrně ukončena později přidanými empírovými domky. Spojnice prochází bazénkem s puttem na mořské nestvůře. Druhá osa je na první kolmá, protažením kolmice se dostáváme k teatronu umístěném v nejvyšším místě zahrady. Na tuto kolmici jsou uchycena dvě dvoukřídlá schodiště oddělující všechny tři výškové patra (partery). Na prvních dvou parterech je na kolmici bazének obklopený záhony s tvary tvořenými zimostrázem vždyzeleným, proloženými barevnou dekorací azalek. Nejvyšší část se paprskovitě zdvihá až k teatronu. Od druhého je oddělen balustrádou s vázami a sochami antických bohů v pozadí s barokní kopulí kostela svatého Mikuláše. Záhony této části jsou tvořeny trávníkem a jehličnany.

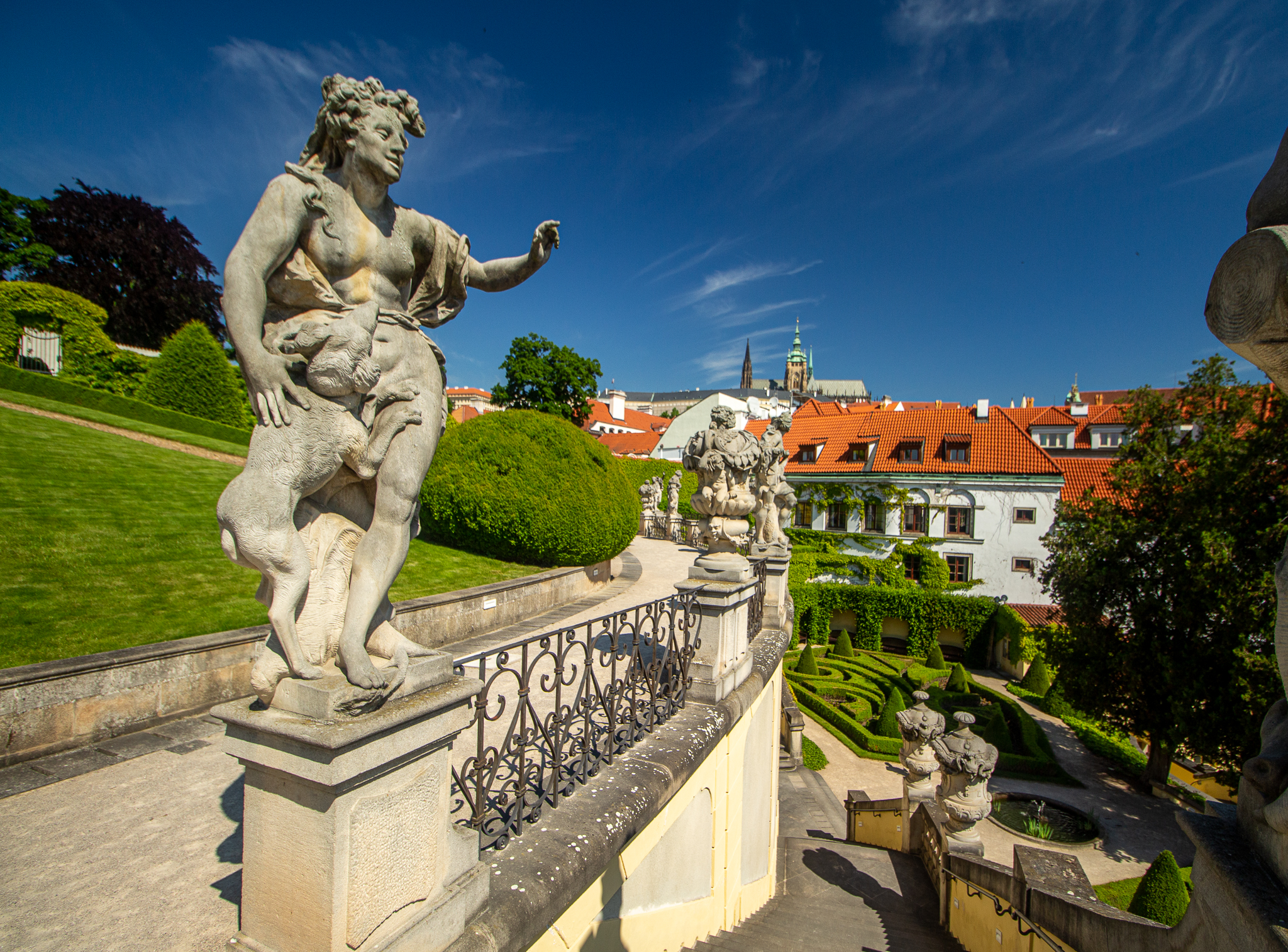
Kopie Braunovy sochy bohyně Diany na balustrádě nad druhým parterem

Do zahrady se vstupuje přes pokladnu umístěnou ve východní místnosti saly terreny. Dále se pokračuje na první parter. Vstupní brána zahrady od F. M. Kaňky je zdobena Braunovými sochami dvou ženských alegorických postav a Atlanta. Sochy Hojnost (nalevo v pohledu do zahrady) a Bohatství (napravo) jsou originální a byly původně polychromované. Atlant držící Zemi je kopií, originál je uložen v lapidáriu Národního muzea. Tato brána vznikla překlenutím uličky vedoucí do původních vinic mezi dvěma křídly Vrtbovského paláce. Ulička zanikla při Vrtbovských přestavbách paláce a tak je dnes možný vstup k bráně přes Vrtbovský palác stojící na rohu ulic Karmelitské a Tržiště.
V nejspodnější části se nachází fontána se soškou puttiho na mořské nestvůře, obklopená čtyřmi dekoračními záhony. Zelenorůžovou dekoraci tvoří zimostráz vždyzelený a violka rohatá. Vlevo přiléhá sala terrena, která je vyzdobena freskami barokního malíře Václava Vavřince Reinera a dvěma sochami v rozích od Matyáše Brauna. Na opačné straně je to pak voliéra s ptactvem ze ZOO Praha, ve stejném architektonickém návrhu jako sala terrena. Nejnižší část zahrady je od druhého oddělen dvoukřídlým schodištěm, které se zprava i zleva sbíhá v jedno. Schodiště je zaklesnuto mezi dvě zdi, které umožňují výhled na první parter až při svém vrcholu. Tento koridor je po obou stranách uzavřen empírovými domečky. V tom, který přiléhá k sale terreně, je instalace připomínající pobyt Mikoláše Alše. Naproti schodišti se nachází stěna paláce a vstup do místní galerie.
Druhé patro je rozděleno vizuálně na 3 části, prakticky však sestává z částí dvou. Tyto části jsou od sebe odděleny zdí habru obecného s vystříhanými oblouky, které jsou vyplněny lavičkami. Zde již na jihu sousedí se zelení kostela Panny Marie Vítězné a hřištěm přilehlé školy, a na severozápadu s Vratislavskou zahradou. U ústí schodiště stojí dva mohutné zeravy následované po obou stranách menšími tisy různých tvarů. Ústřední část je tvořena dvěma velkými záhony s dekorací stejného charakteru jako v nejnižším parteru, v postranních částech jsou to keře s růžemi. Uprostřed je malé jezírko.

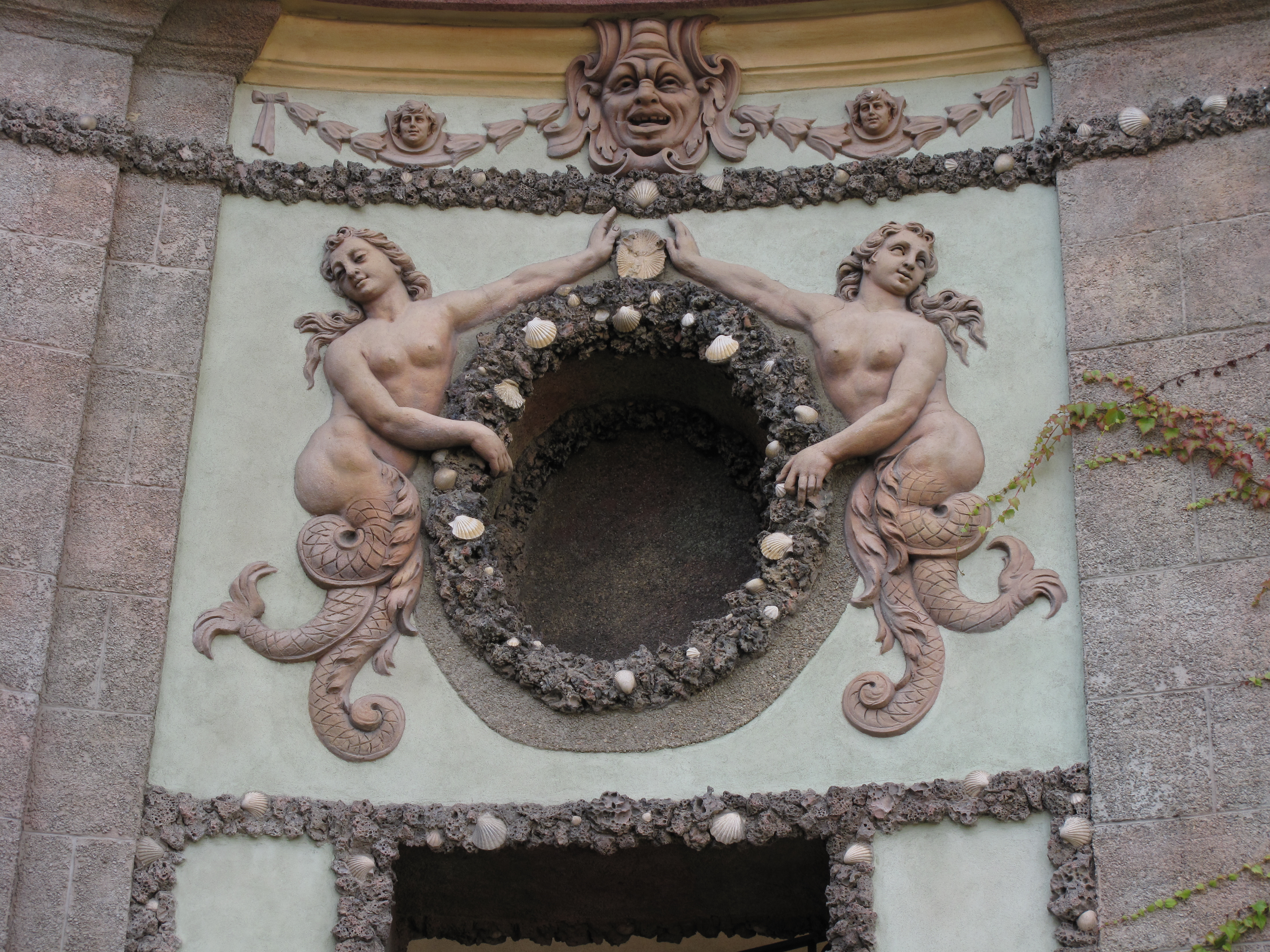
Mořské panny s maskaronem, obklopeni dekorací umělé pemzy a mušlí

Do posledního patra se vstupuje přes schodiště, které se z jednoho centrálního toku větví ve dvě směrem ke stranám. Je dekorováno kamennými vázami s dětskými naháči a na zdi nad schodištěm se nachází balustráda s vázami a sedm soch antických bohů od Matyáše Brauna. Dnes se však jedná již o kopie poškozených originálů, které jsou uloženy v lapidáriu Národního muzea. Jedná se o Apollona, Merkura, Dianu, Juna, Minervu, Jupitera a Vulkána, v jižní části se nachází sousoší zápasících chlapců. Horní parter je tvořen paprskovitě se sbíhajícími trávníky s tisy, směrem od vyhlídky na malostranské dominanty k horní terase tvořené teatronem. Jsou zde tři paprskovitě se sbíhající cesty vydlážděné oblázky. Teatron je rozdělen mušlemi a pemzou na tři části. Každá z nich je zdobena maskarony a festony včetně reliéfů postav mořských panen (po stranách) a tritony (uprostřed). Štuková výzdoba však byla v průběhu času značně poškozena a tak byla v 50. letech 20. století a ještě při rekonstrukci v roce 1987 z větší části nahrazena novou. V prostřední části se nacházela Reinerova freska z roku 1720 a v postranních částech byly umístěny i další fresky, které se však do současnosti nedochovaly. Na střeše teatronu se nachází vyhlídka.
Z vyhlídky je vidět celé centrum Prahy, na jedné straně tvoří dominantu barokní kopule kostela svatého Mikuláše na Malostranském náměstí a panorama Hradu, na straně druhé věž s lodí kostela Panny Marie Vítězné v ulici Karmelitské. Je zde také částečně vidět do zahrady Vratislavské (původně Mitrovické). Na druhé straně se na kopci vypíná vyhlídkový pavilon zahrady Schönbornské (původně Colloredovské), obehnané vysokým plotem. Dnes je součástí velvyslanectví Spojených států amerických v Praze.
V této části je při ohybu petřínského svahu směrem západním ve zdi uzamčená branka, která vede do dnes soukromé zahrady Vratislavské. Ta je menší (0,195 ha) než Vrtbovská a rovněž pochází z období baroka.

### Sala terrena

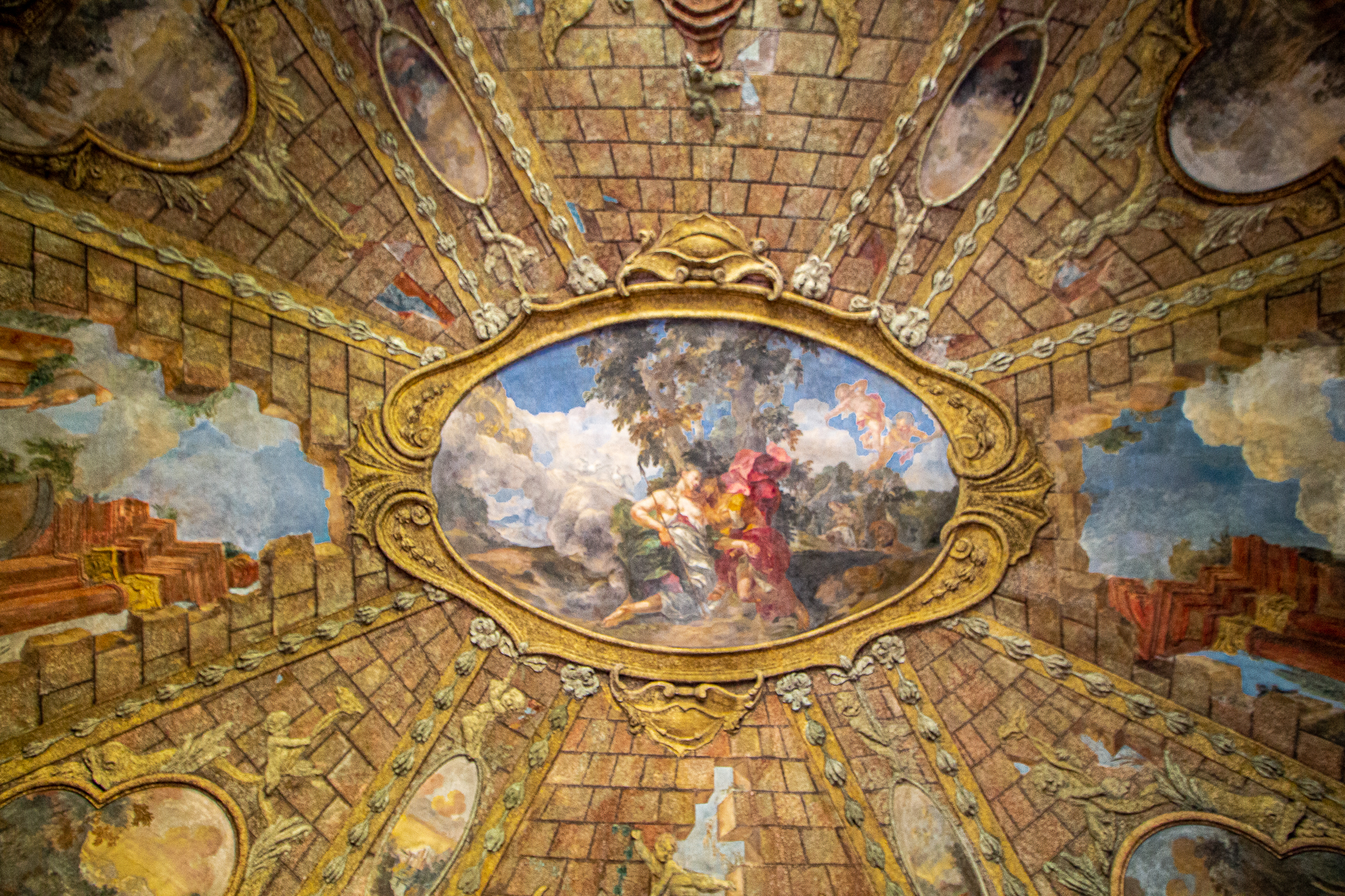
Venuše a Adonis na stropní fresce sala terreny od Václava Vavřince Reinera

Sala terrena je tvořena třemi místnostmi. Východní salonek je obložen v dolní části dřevěnou inkrustací s motivy zpěvného ptactva, v západním jsou to scénické fresky. Západním salonkem je možno vstoupit do bývalého empírového ateliéru Mikoláše Alše. Hlavní část je bohatě zdobená štuky, freskami a sochami. Tato část se z větší části dochov) v původním stavu až do současnosti.
Při vstupu z prvního parteru, který je zahradě otevřen, upoutá pozornost Reinerova freska „Zuzany a starého muže v antických ruinách“. Po jejích stranách se nachází mramorové sochy Bakcha a Ceresy od Matyáše Brauna. Obě jsou původní, obklopené dalšími freskami a štuky. Bakchus, bůh vína, stojí v pravé nice; v levé je umístěna Ceres, bohyně plodnosti a zemědělství. Od Václava Vavřince Reinera je i ústřední freska na klenbě zobrazující Venuši a Adonise. Ostatní fresky zobrazují průhledy do krajin. Jejich autorství se přisuzuje zatím neznámému dekoratérovi, se kterým Reiner pravděpodobně spolupracoval.